# 한국개혁주의연구소
한국개혁주의연구소는 철저한 정통주의 개혁신학의 전승과 연구를 통하여 한국교회를 돕기위하여 1994년 오덕교 박사(현 횃불트리니티신학교 총장, 전 합동신학대학원대학교 총장)가 창립하였는데, 한국장로교신학회 회장으로 재임시 2014년 이승구 박사, 안명준 박사를 비롯한 개혁신학자들에 의해 재출발하였다. 이사장은 대한신학대학원대학교의 종장을 역임한 정효제 박사이다. 개혁신학과 관련된 연구와 출판, 그리고 세미나 발표를 정기적으로 진행하고 있다. 유나이티드문화재단(강덕영 대표)과 협력하여 한국교회의 목회자들을 돕기위한 방편으로 설교아카데미와 한국에 온 선교사들에
 대한 연구와 발표에 집중하고 있다.
 발간되는 학회지는 영어논문 학회지로 Korean Journal of Theology - Volume 1 (2024)가 발행되어 세계의 여러 신학대학에 공급되고 있다.

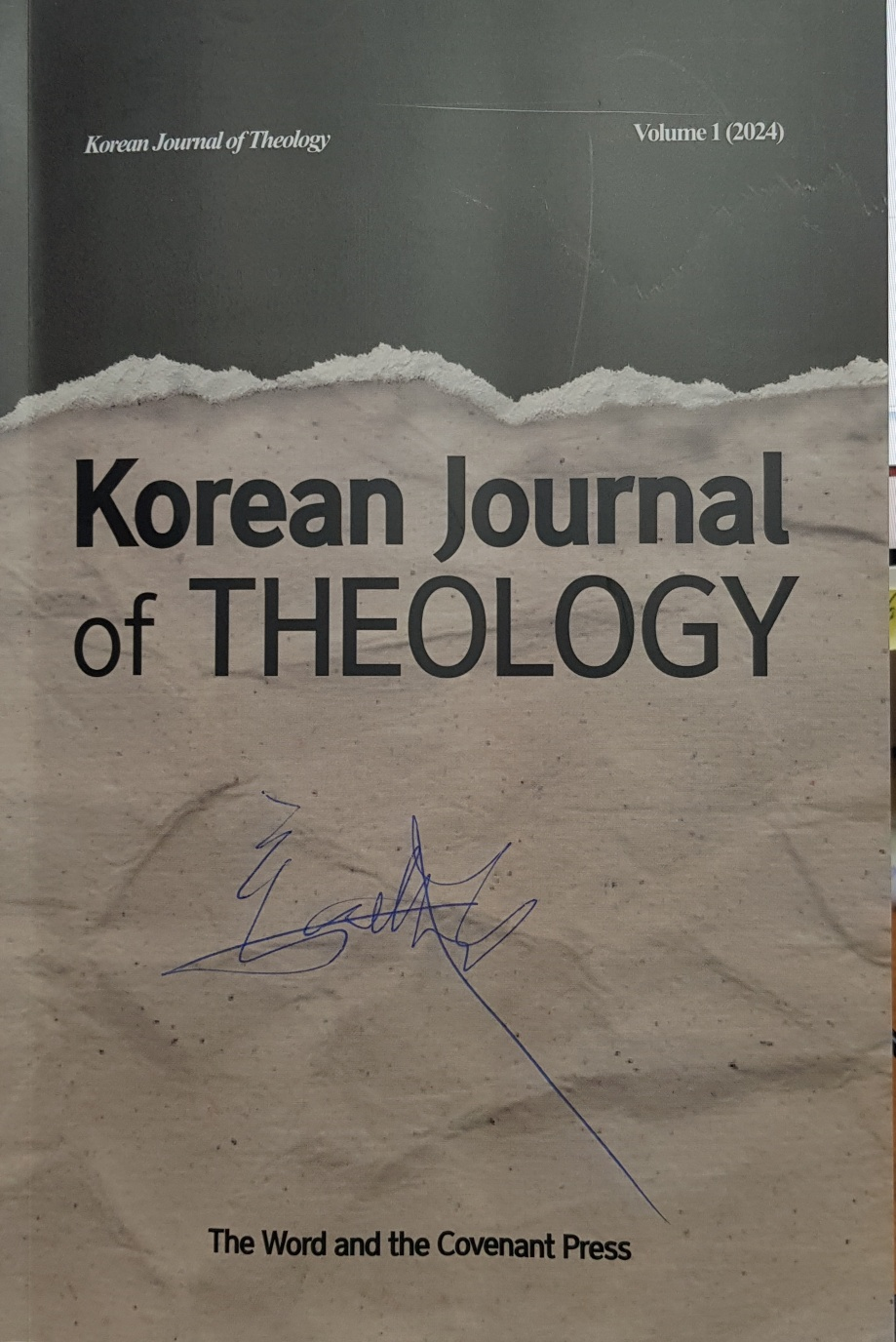
Korean Journal of Theoogy

## 임원
- 이사장: 정효제
- 소장  : 오덕교
- 출판위원장: 이승구
- 연구위원 :  이승구, 안명준, 김은수, 현창학, 박응규, 이종전, 이은선

## 사진들

임원 사진들
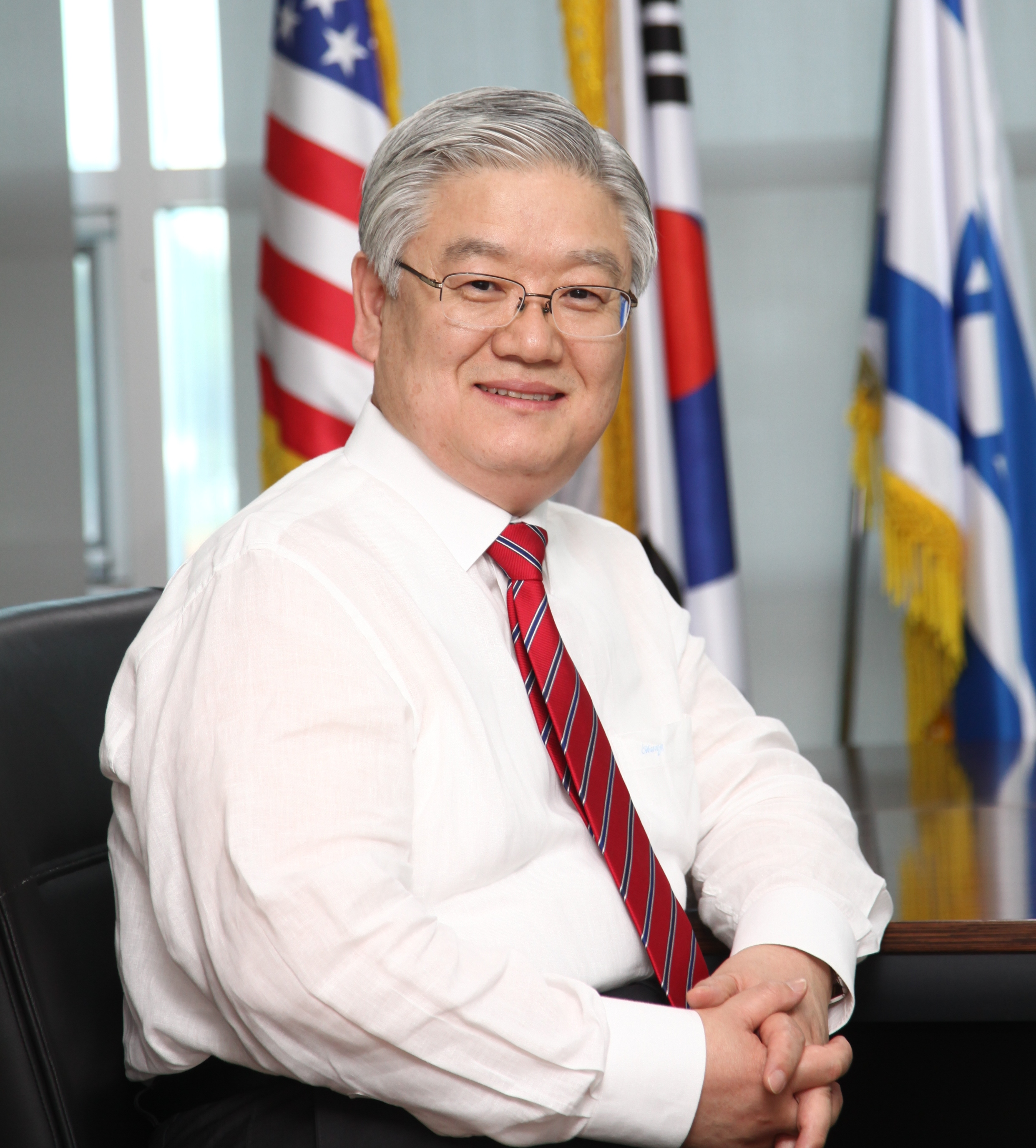
정효제 이사장
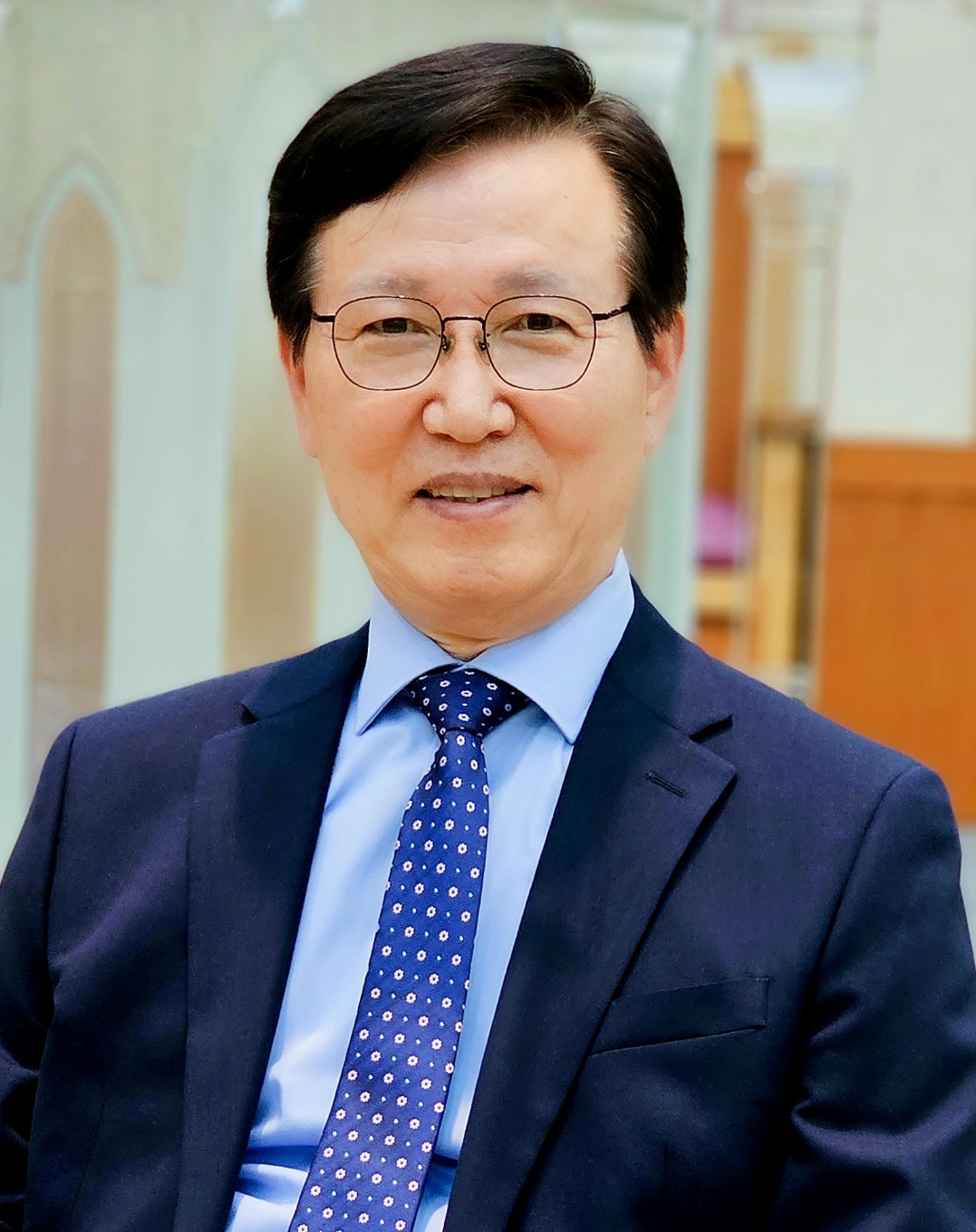
오덕교 소장
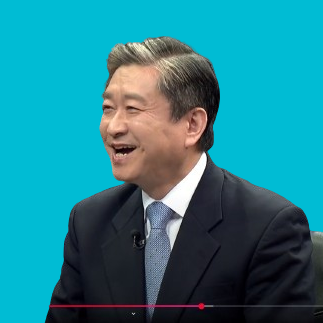
이승구 편집위원장

## 연구활동
- 선교사 사역 탐구 시리즈 강좌
  - 제1회 주제: 마포삼열과 한국교회[5]
  - 제2회 유진 벨(Eugene Bell, 1868-1925)과 린튼가와 한국교회-9월 30일, 유나이티드문화회재단
- 설교아카데미-2022년 9월 12일 - 2022년 12월 5일

## 모임 사진들

모임 사진들
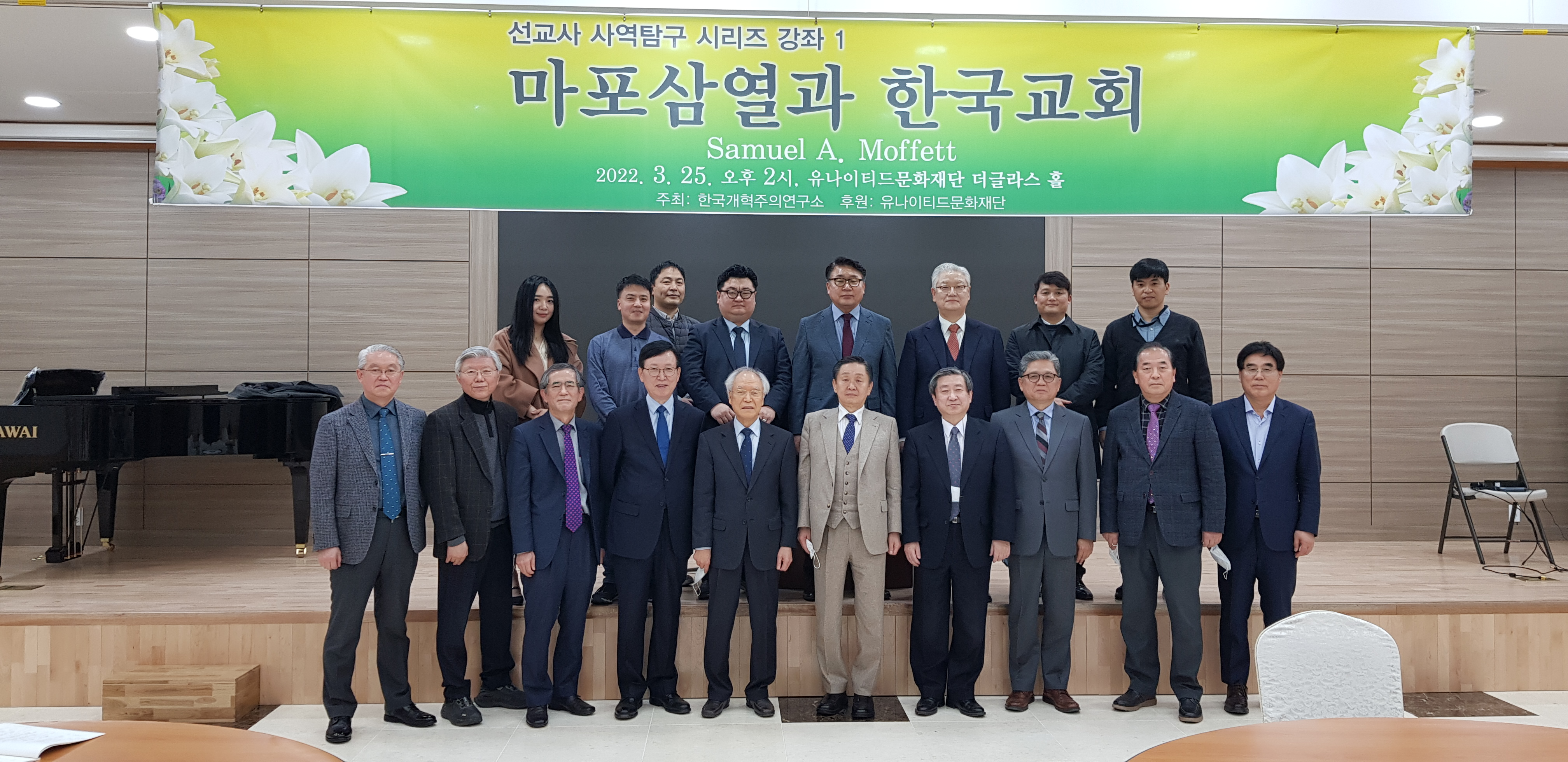
한국개혁주의연구소 서울 유나이티드문화재단  2022년 3월 25일
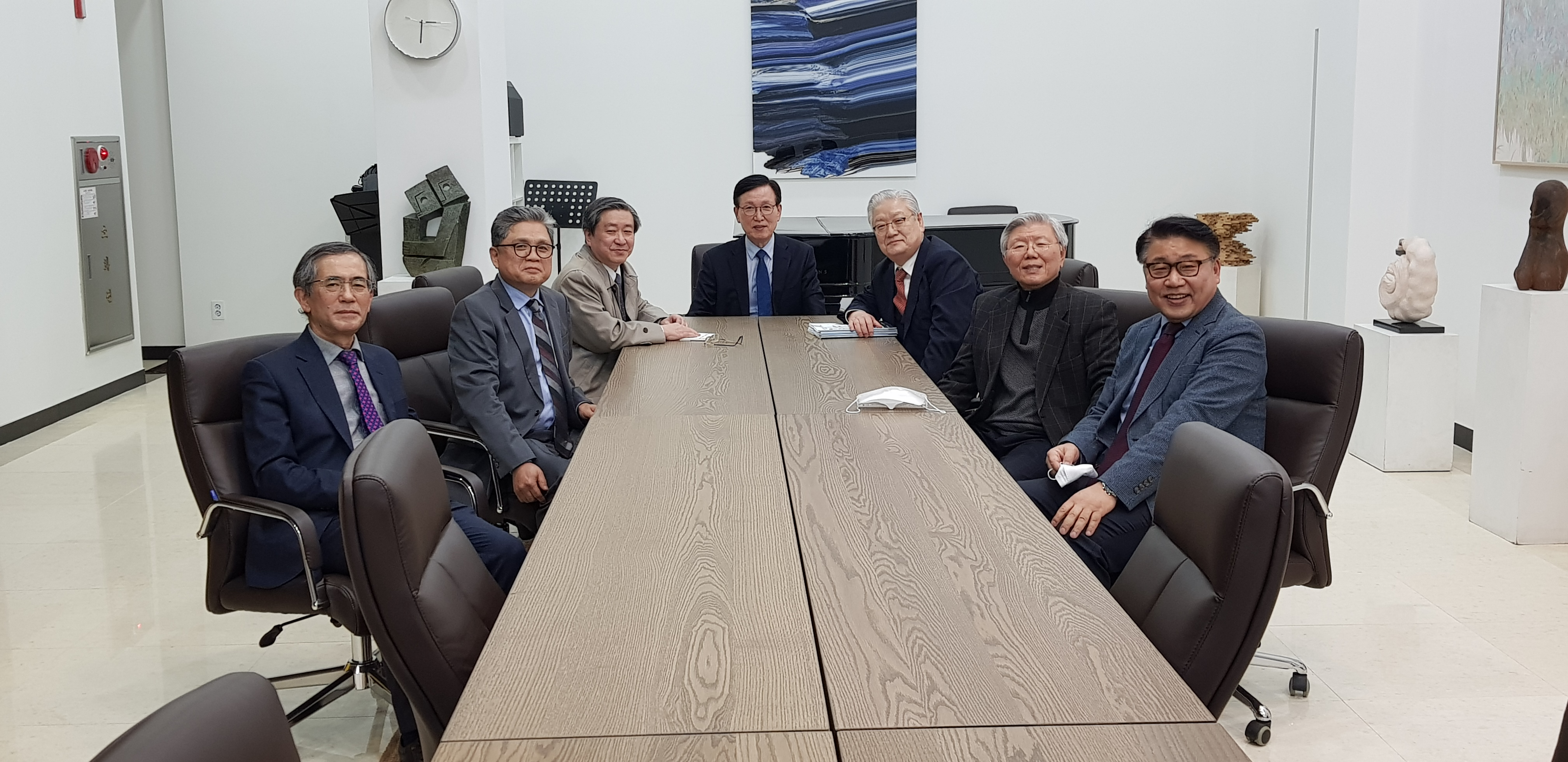
한국개혁주의연구소 위원들, 좌측에서 현창학, 박응규, 이승구, 오덕교(소장), 정효제, 안명준, 김무정
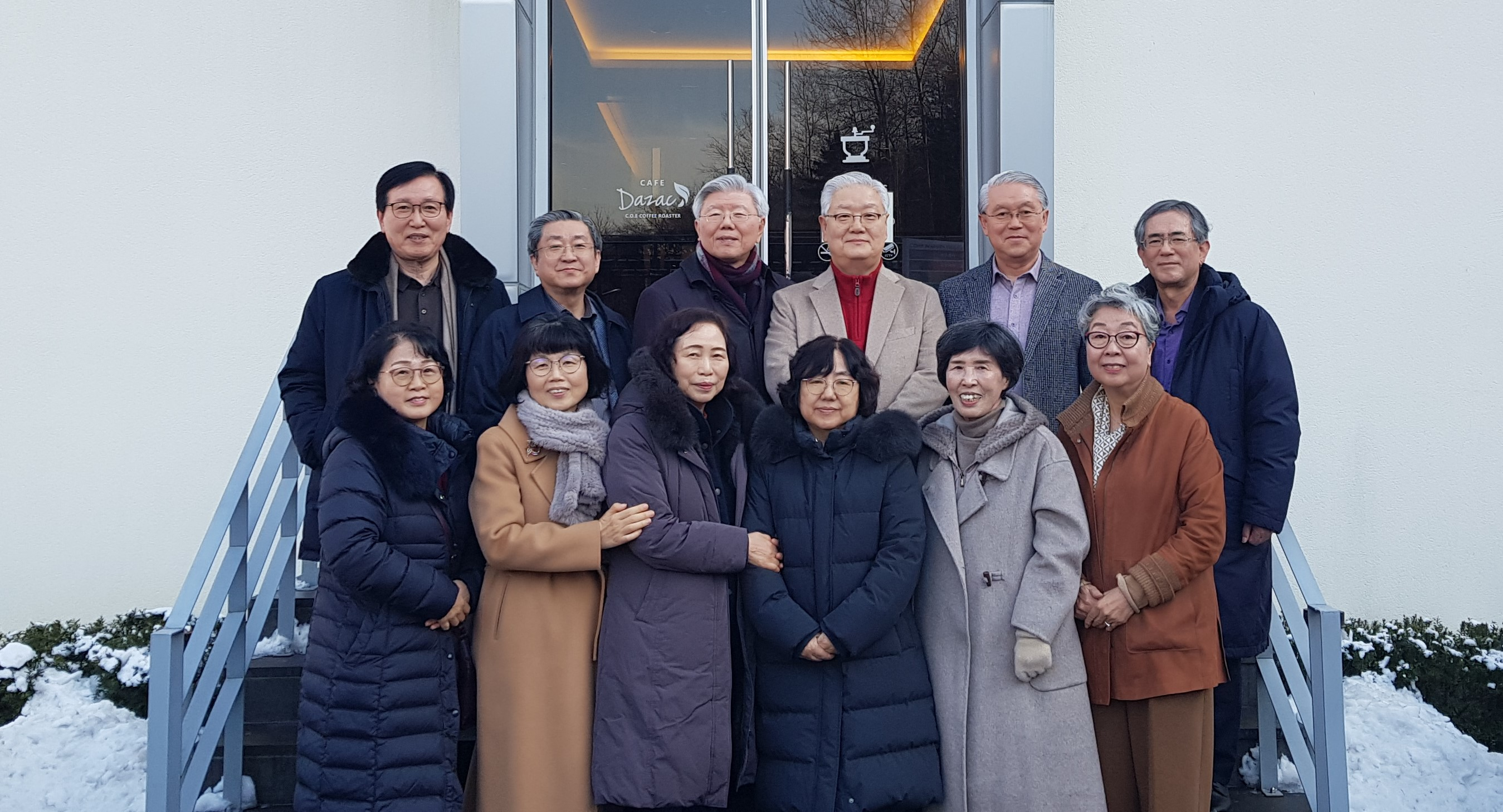
오덕교 총장, 이승구 박사, 안명준 박사, 정효제 총장, 이종전 원장, 현창학 박사, 한국개혁주의연구소 2024년 12월 24일

## 출판물
- Korean Journal of Theology - Volume 1 (2024)
- 오덕교, 김성봉, 이광희, 빈야드운동 무엇이 문제인가(한국개혁주의신학연구소)(서울:한국교회문화사, 1996)

## 같이 보기
- 한국장로교신학회
- 한국개혁신학회
- 유나이티드문화재단
- 오덕교
- 이승구
- 안명준
- 박응규
- 현창학
- 이종전
- 김은수